# Linha 25 do Trem Metropolitano de São Paulo
A Linha 25 Topázio será uma futura linha de trem, em estudos, conforme mostra o PITU 2040 – Plano Integrado de Transportes Urbanos da Região Metropolitana de São Paulo. O documento projetou a rede máxima de alta e média capacidade futura, e pela primeira vez este projeto foi nomeado e numerado nos estudos preliminares. A linha ligará as cidades de: Embu das Artes, São Paulo, Diadema e São Bernardo do Campo fazendo conexões com a linha 5 lilás e com a futura linha 24 Quartzo na estação Campo Limpo, e com a Linha 9 Esmeralda na estação Jurubatuba.

## Traçado Preliminar
O traçado contará com 21 estações percorrendo 34 km, além disso, a previsão é que sejam transportados 616.318 passageiros por dia. Destacam-se as estações: Jardim São Marcos com previsão de 99 mil passageiros por dia, a estação São Bernardo do Campo com previsão de 95 mil passageiros por dia e a estação Campo Limpo com previsão de 90 mil passageiros por dia.

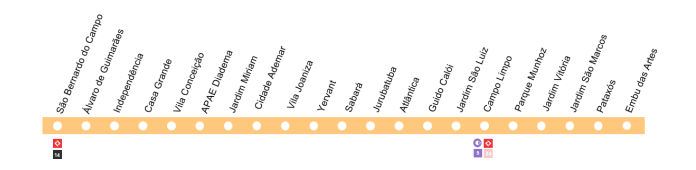
Traçado da Linha 25 Topázio Diagrama Unifilar - ESTUDO NACIONAL DE MOBILIDADE URBANA - Relatórios de Redes Estruturais Planejadas - Região Metropolitana de São Paulo (Imagem elaborada pelo BNDES).

## Histórico
A CPTM, entre 2011 e 2013, começou a divulgar diversos estudos de futuras linhas. Nesta época, foi elaborado o Plano Diretor de Transportes, com horizonte até 2030, levando em consideração diversos estudos daquele período, como exemplo: o PITU- 2025, Plano de modernização da CPTM, cenários futuros, e etc. O estudo identificou os chamados: vetores de transportes não atendidos, e para estes vetores foram propostas novas ligações sobre trilhos, entre eles estavam o Arco Sul entre Barueri e Santo André e a Linha Embu-Campo Limpo.

Estudo de 2013 divulgado pela CPTM que mostrava as Linhas: Embu-Campo Limpo (em verde) e o projeto do Arco Sul (em Azul). Estes projetos deram origem ao atual traçado preliminar da linha 25 Topázio e 24 Quartzo.

Outro estudo divulgado pelo Governo do Estado de São Paulo em 2013, intitulado como: Atualização da Rede Metropolitana de Alta e Média Capacidade de Transporte da Região Metropolitana também projetou em mapas futuros o trecho entre Embu das Artes até a estação Campo Limpo. O documento citava a linha no horizonte 2030, chamando-a de: Nova linha da CPTM Embu-Campo Limpo. A projeção era de 11 km de trilhos, e não havia ainda uma numeração ou nomenclatura para o projeto.
A Linha Arco Sul, neste mesmo documento de 2013, foi citada com impressionantes 65 km, ela seria construída em fases: a fase 1 ligaria Alphaville a Jurubatuba no horizonte de 2025, e a fase 2 de Jurubatuba até Pirelli no horizonte de 2030. A linha também foi chamada posteriormente de Arco Oeste-Sul e com frequência aparecia em mapas de projeções futuras de trilhos. O trecho Embu-campo Limpo, no entanto, não fazia parte do traçado do Arco Sul.
No terceiro trimestre de 2024, por meio do PITU-2040 foi divulgado que os dois trechos propostos: Embu-Campo Limpo e Arco Sul, ou Arco Oeste-Sul, deram origem ao novo projeto da Linha 25 Topázio, já a  parte Oeste do antigo Arco Sul deu origem a Linha 24 Quartzo.
Em abril de 2025 a CPTM divulgou o Relatório Integrado referente ao ano 2024, em que consta a informação que a Linha 25 Topázio está em início de revisão de estudos, o que chamou a atenção foi o traçado entre parênteses, descrito como: Embu-Santo André, dando a entender que a parte final do antigo Arco Sul, após São Bernardo do Campo, voltou a ser considerada e possivelmente integrará a Linha 25 Topázio.

## Características da Linha
A linha 25 Topázio teve seu estudo elaborado em 2023  e divulgado em 2024, ela contará com composições de trem de 8 carros com capacidade de 2000 pessoas por veículo. O intervalo de partida será a cada 3 minutos e a velocidade operacional será de 40 Km/h. O carregamento máximo levando em consideração passageiros por hora e sentido será de 8762. O custo estimado da obra é de cerca de 34,5 bilhões com previsão de 46 trens para atender a linha. O orçamento é alto pois nele está contido a criação de pontes, túneis, e outras adaptações geométricas conforme estudo divulgado pelo BNDES. 

## Região Atendida
A linha é fundamental pois o seu traçado passa por regiões completamente desassistidas da atual rede de trilhos, além disso, ela será capaz de levar passageiros por longas distancias da região metropolitana sem passar pelo Centro de São Paulo, esse conceito é chamado de linha perimetral, isso facilitará o deslocamento da população da região que hoje acontece principalmente por ônibus intermunicipais.

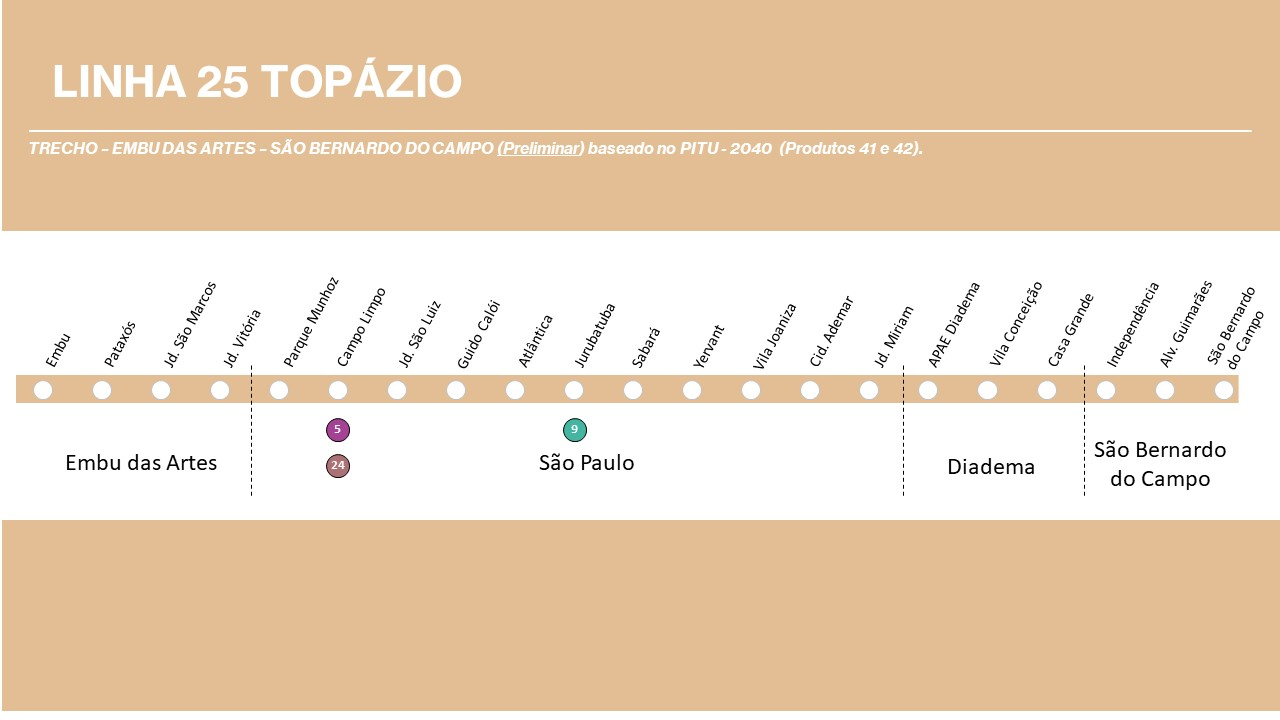
Região Atendida por Município.

### Embu das Artes
Embu das Artes é um munícipio com  250.691 habitantes, conforme o censo de 2022, este município é classificado como estância turística e tem uma estimativa de cerca de 800 mil visitantes por ano e este número poderia ser maior caso esta ligação por trem existisse. A população é ativa na luta para ser incluída na rede de trilhos, principalmente depois que a cidade vizinha, Taboão da Serra, conseguiu, após anos de luta, a tão sonhada confirmação da expansão da Linha 4 Amarela do metrô.
Atualmente, não há ligação sob trilhos entre Embu das Artes e São Paulo, isso significa que quem está em São Paulo e deseja ir à Embu das Artes por trem ou metrô terá que usar mais de um meio de transporte. Geralmente é necessário ir até a Linha 5 Lilás na estação Campo Limpo ou estação Capão Redondo e continuar o trajeto por meio de ônibus intermunicipais. Outra alternativa bastante usada é pela Linha 4 Amarela indo até a estação Vila Sônia continuando o trajeto também por meio de ônibus intermunicipais. Considerando outras formas de transporte público, é possível fazer o percurso inteiro diretamente por ônibus, muitas vezes embarcando em mais de uma linha durante o trajeto. Outra opção é o transporte individual por carro, usando principalmente a Rodovia Régis Bittencourt (BR 116)
Outra característica que chama atenção, no trecho prometido para cidade de Embu das Artes, é a localização. A cidade faz divisa com São Paulo e algumas destas futuras estações passam justamente perto desta região de divisa, é o caso, por exemplo, da futura estação Jardim vitória, que seria capaz de atender diversos bairros paulistanos, desta forma, a população de São Paulo que mora em bairros como: Jardim Irapiranga, Jardim das Rosas, Jardim Macedônia, Mitsutani, entre outros, poderiam utilizar a rede de trilhos de Embu das Artes, já que outras estações paulistas se encontram bem mais distantes. Esta característica torna o traçado ainda mais promissor.

### São Paulo
O trecho que atenderá a cidade de São Paulo passará pela Zona Sul da cidade, em bairros que não são atendidos pela rede de trilhos atualmente, além disso, alguns destes bairros, como é o caso do Jardim Mirian, já foram comtemplados com promessas que não se concretizaram, ou que foram consideradas de difícil execução, é o caso, por exemplo, da sugestão de expandir a Linha 1 Azul do metrô considerada saturada.
As estações previstas na linha 25 Topázio passarão por distritos conhecidos por serem muito populosos, é o caso do  Distrito de Campo Limpo com uma população de 236.162 habitantes, o  Distrito do Jardim São Luís com uma população de 259.377 habitantes, além de atender bairros como Sabará e Jurubatuba no Distrito de Campo Grande com uma população de 115.925 habitantes. Por fim, o Distrito da Cidade Ademar,comtemplado nos bairros: Jardim Mirian e Vila Joaniza, contam com uma população de 249.218 habitantes.
O novo traçado ainda será capaz de oferecer uma nova alternativa de deslocamento entre a Linha 5 Lilás e a Linha 9 Esmeralda por meio da estação Jurubatuba, hoje, há apenas a conexão na estação Santo Amaro, considerada caótica em horários de picos. Atualmente a estação Santo Amaro passou por uma expansão, justamente devido a esta alta demanda.

### Diadema
A cidade de Diadema, assim como Embu das Artes, está fora da rede de trilhos. Diadema tem 393.237 habitantes, conforme o Censo de 2022, embora populosa, a cidade da Região Metropolitana de São Paulo luta para conseguir uma ligação na rede sobre trilhos, diversos projetos já foram cogitados, já se falou, por exemplo, em levar a linha 17 Ouro para região, também já houve sugestões de expandir a Linha 1 Azul para chegar à cidade, o próprio Arco Sul (atual Linha 25 Topázio) também já tinha sido prometido. Estes projetos, ou eram preliminares, apenas intenções, ou ainda, esbarraram em problemas como no caso da Linha 1 Azul considerada saturada demais para uma expansão.

### São Bernardo do Campo
São Bernardo do Campo conta com uma população de 810.729 habitantes conforme o Censo de 2022. O município vem vivendo um dos piores cenários quando se considera a ligação sobre trilhos. A cidade contava com a Linha 18 Bronze que era um projeto considerado avançado, a linha, no entanto, foi substituída por um corredor de ônibus.  Hoje o projeto da Linha 20 Rosa do Metrô parece o mais promissor para chegar a região. Outras cidades do ABC Paulista já foram comtempladas com estações ou até mesmo com mais de um projeto futuro:  São Caetano do Sul, por exemplo, já conta com atual linha 10 Turquesa, e Santo André será atendido pelas futuras linhas 20 Rosa e  14 Ônix, desta forma, a linha 25 Topázio seria mais uma opção para a populosa São Bernardo do Campo, que é carente de transportes sobre trilhos. 

## A Revolução do Futuro: O Possível Anel Ferroviário e o Metrô-Anel
A Linha 25 Topázio, está inserida dentro de um plano de mobilidade que podem mudar a forma de se locomover na região metropolitana. O traçado foi previsto com a intenção de evitar o centro de São Paulo, distribuindo os passageiros de maneira mais confortável e eficiente, aliviando assim, o fluxo de passageiros na região central. Estas linhas formam uma espécie de estrutura circular em regiões carentes de transportes e que as vezes é chamada de anel ferroviário.
A ideia de um anel sob trilhos circulando a Região Metropolitana ou a cidade de São Paulo não é nova e duas propostas são promissoras neste sentido: a primeira é o metrô-anel esta proposta acontecerá com as conexões das futuras linhas: 23 e 20 do metrô, parte do traçado da linha: Linha 5 Lilás, além da  Linha 2 Verde. A segunda proposta é o anel ferroviário de trem: que será formado pelas Linhas: 24 Quartzo, Linha 25 topázio, Linha 14 Ônix e possivelmente pelo futuro Arco Norte, que também poderá ser uma linha ferroviária ou outro tipo de modal.
Estudos divulgados pelo Governo do estado de São Paulo em 2013 chamaram a atenção para o formato do traçado do até então Arco Sul e da Linha 14 Ônix (Arco Leste), os projetos foram chamados de ''linhas circulares'' e ''estrutura circular mais externa''. Estas linhas fariam uma revolução nos transportes do estado de São Paulo, isso significa que da mesma forma que o Rodoanel se mostrou uma grande revolução da locomoção na região metropolitana, o chamado Anel ferroviário junto com o metrô-anel também teriam potencial para ser uma revolução na maneira de se locomover na região. As futuras linhas (24,25,14 e o possível Arco Norte) são chamadas também de perimetrais, e são capazes de ligar municípios da região metropolitana sem passar pelo centro de São Paulo, caso todos estes trechos realmente saiam do papel poderá haver no futuro 2 anéis de trilhos.
Uma observação importante é que o antigo traçado do Arco Sul ( ou também chamado de Arco Oeste-Sul) se conectava com a Linha 14 Ônix, hoje pelos estudos preliminares e pela opção mais divulgada de traçado, a linha  Linha 14 Ônix iria até o Jardim Irene em Santo André, no entanto, existem projetos no próprio PITU 2040 mostrando parte deste anel ferroviário e a conexão com a Linha 25 Topázio. 

## Obras Prazos e Cronogramas
Conforme os estudos divulgados no PITU-2040, a linha está no horizonte pós 2040. Embora seja comum que governos revejam as suas prioridades, e que projetos passem a frente de outros que pareciam mais adiantados, há uma lista de projetos de trilhos que hoje estão em prioridade em relação a linha 25 Topázio, como exemplo: a Linha 14 Ônix, trechos de trens intercidades e etc. É importante ressaltar que qualquer previsão para linha 25 deve considerar um horizonte mais distante, até porque o próprio Arco Sul e a linha Embu-Campo Limpo foram previstos em estudos anteriores e não saíram do papel. A natureza de um estudo preliminar significa que a CPTM, poderá aprofundar e detalhar nos próximos anos mais características da linha, seu cronograma e até mesmo mudar o seu traçado preliminar.

## Atualizações
Após a divulgação dos produtos 41 e 42 do PITU 2040 poucas notícias ou atualizações saíram sobre a linha 25 topázio, no entanto, os jornais e canais especializados em notícias de transporte divulgaram algumas atualizações:
Em Fevereiro e Março de 2025 o ENMU - Estudo Nacional de Mobilidade Urbana elaborado pelo BNDES, trouxe diversas novidades sobre as características do projeto, como exemplo a divulgação que a linha se encontra no projeto diretriz, além de destacar novas informações como custo, número de carros, capacidade e etc.
Em Março de 2025 foi divulgado que a Linha foi mencionada no Programa: São Paulo nos Trilhos.  
Em Abril de 2025 o relatório Integrado da CPTM forneceu a informação de que a linha estava em processo de revisão de estudos e entre parênteses trouxe a descrição (Embu - Santo André ) revelando uma possível extensão após São Bernardo do Campo.
Em Maio de 2025 a linha 25 Topázio apareceu em um vídeo publicado pela Secretaria dos Transportes Metropolitanos, evidenciando que este é um dos projetos nos quais a CPTM está trabalhando atualmente já que a companhia vêm assumindo novas funções principalmente na projeção de redes futuras.

#### Linhas de trem Metropolitanos de São Paulo (Atuais e Futuras):
- Linha 7 do Trem Metropolitano de São Paulo
- Linha 8 do Trem Metropolitano de São Paulo
- Linha 9 do Trem Metropolitano de São Paulo
- Linha 10 do Trem Metropolitano de São Paulo
- Linha 11 do Trem Metropolitano de São Paulo
- Linha 12 do Trem Metropolitano de São Paulo
- Linha 13 do Trem Metropolitano de São Paulo
- Linha 14 do Trem Metropolitano de São Paulo

#### Linhas de Metrô de São Paulo (Atuais e Futuras):
- Linha 1 do Metrô de São Paulo
- Linha 2 do Metrô de São Paulo
- Linha 3 do Metrô de São Paulo
- Linha 4 do Metrô de São Paulo
- Linha 5 do Metrô de São Paulo
- Linha 6 do Metrô de São Paulo
- Linha 15 do Metrô de São Paulo
- Linha 16 do Metrô de São Paulo
- Linha 17 do Metrô de São Paulo
- Linha 18 do Metrô de São Paulo
- Linha 19 do Metrô de São Paulo
- Linha 20 do Metrô de São Paulo
- Linha 22-Marrom